# رحيمو (فلم)
رحيمو فيلم مغربي تلفزيوني من إنتاج القناة الثانية المغربية سنة 2007 في أول تجربة للمخرج إسماعيل السعيدي. الفيلم من بطولة منى فتو بدور رحيمو اليتيمة ابنة عائلة بسيطة في المدينة القديمة بالدار البيضاء و التي حالفها حظها بعد أن تعرفت على زوج أمها البلجيكي المتوفي و الذي قرر منح كل ما يملك لإبنته رحيمو مما أثار غضب ابنه الآخر ليودوفيك و زوجته المغرورة, لكن هناك شرط في الوصية يقضي بمنح رحيمو مبلغ مليون يورو و هو جزء بسيط من الثروة التي ستحصل عليه, فإذا بذرت رحيمو هذا المبلغ المال في مدة شهر و لم تحسن استعماله سيتم إلغاء الوصية. و لهذا السبب قام ليودوفيك و زوجته بالالتحاق بالمغرب رفقة موكل خاص رغبة في حث رحيمو بطريقة غير مباشرة لتبذير المبلغ الكبير.

## روابط خارجية
- رحيمو على موقع قاعدة بيانات الأفلام العربية